# Magdalene Hoff
 (mars 2017).
Si vous disposez d'ouvrages ou d'articles de référence ou si vous connaissez des sites web de qualité traitant du thème abordé ici, merci de compléter l'article en donnant les références utiles à sa vérifiabilité et en les liant à la section « Notes et références ».
Pour les articles homonymes, voir Hoff.
Magdalene Hoff, née le 29 décembre 1940 à Hagen (Allemagne) et morte le 29 mars 2017, est une femme politique allemande, membre du Parti social-démocrate d'Allemagne (SPD).

## Biographie
Après des études d'ingénieur en bâtiment, Magdalene Hoff rejoint le SPD en 1971. Elle est élue au conseil municipal de Hagen en 1975 et occupe cette fonction jusqu'en 1979.
De 1984 à 1998, elle fait partie du comité du parti du SPD. À partir de 1988, elle est vice-présidente de la section Westphalie de l'Ouest. Elle est présidente de l'Arbeitsgemeinschaft sozialdemokratischer Frauen (de) (ASF), l'organisation de femmes du SPD, de 1982 à 1990.
Elle est députée au Parlement européen de 1979 à 2004, et siège alors au sein du groupe du Parti socialiste européen. Elle est également vice-présidente du Parlement européen de 1997 à 1999.

## Distinction
- Commandeur de l'ordre du Mérite de la République fédérale d'Allemagne